# Mjaundža
Mjaundža (in lingua russa Мяунджа) è un centro abitato dell'Oblast' di Magadan, situato nel Susumanskij rajon.